# Rhynchostegium peruviense
Rhynchostegium peruviense là một loài rêu trong họ Brachytheciaceae. Loài này được R.S. Williams Ochyra mô tả khoa học đầu tiên năm 1987.